# گروجتس (استان لهستان بزرگ‌تر)
گروجتس (به لهستانی:  Grodziec) یک روستا در لهستان است که در گمینا گروجتس واقع شده‌است. گروجتس ۱٬۴۰۰ نفر جمعیت دارد.